# سرگرد (ایالات متحده)
سرگرد (انگلیسی: Major) یک درجه افسر نظامی عملیاتی، بالاتر از درجهٔ سروان و پایین‌تر از درجهٔ سرهنگ دوم است. این درجه معادل ناخدا سوم در نیروی دریایی است.
درجهٔ پرداخت سرگرد، O-4 است. نماد این درجه از یک برگ بلوط طلایی تشکیل شده و ظاهر نسخه‌های نیروی زمینی/نیروی هوایی آن با نسخهٔ سپاه تفنگداران دریایی کمی متفاوت است.

## نیروی زمینی
سرگرد در نیروی زمینی ایالات متحده آمریکا معمولاً به عنوان افسر اجرایی یا افسر عملیات‌های یک گردان فعالیت می‌کند. یک سرگرد همچنین می‌تواند به عنوان افسر ارشد در یک هنگ، تیپ یا یگان رزمی در امور مربوط به پرسنل، لجستیک، اطلاعات و عملیات فعالیت کند.